# Музеј библијских земаља
31° 46′ 30″ С; 35° 12′ 09″ И / 31.7749° С; 35.2025° И
Музеј библијских земаља (хебр. מוזיאון ארצות המקרא ירושלים - Muzeon Artzot HaMikra) је музеј посвећен древним земљама и културама у Танаху. Музеј се налази у Јерусалиму, поред Музеја Израела и Националног кампуса за археологију Израела у Гиват Раму.